# زندگی گاهی شیرین است
زندگی گاهی شیرینه (به ترکی استانبولی: Hayat Bazen Tatlıdır) یک مجموعه تلویزیونی ترکیه‌ای است که از سال ۲۰۱۶ تا ۲۰۱۷، از استار تی‌وی پخش شد.
این مجموعه تلویزونی در شبکه های تلویزیونی جم پخش پخش شده است و اکنون دوباره در حال پخش است.

## خلاصه داستان
داستان معلمی است که به دنبال هدف‌های زندگیش است و خواهر او نیز با او همراهی می‌کند و برای این معلم در مدرسه گدیگ پاشا استانبول اتفاق‌های عجیبی رخ می‌دهد…

## بازیگران
| بازیگر                | نقش                   | توضیحات                                                            |
| --------------------- | --------------------- | ------------------------------------------------------------------ |
| بیرجه آکالای          | حیات                  | همسر فلاح، خواهر گزیده، معلم ادبیات محبوب مدرسه                    |
| اوفوک اوزکان          | شریف                  | مدیر مدرسه گدیگ پاشا، همسر بیتا                                    |
| کانبولات گورکم ارسلان | مراد بسیح فلاح        | برادر کورای، همسر حیات                                             |
| سیمای بارلاس          | گزیده                 | خواهر حیات، دوست دختر سابق کورای، دوست دختر بوراک، دوست صمیمی زینب |
| دنیز جان آکتاش        | بوراک ارکین (رونالدو) | دوست پسر سابق سودا، دوست پسر گزیده، برادر سوهات، دوست صمیمی اونور  |
| انیل تتیک             | کورای فلاح            | برادر فلاح، دوست پسر سودا، دوست پسر سابق گزیده، دوست آسیه و تارهان |
| سودا ارگینجی          | سودا                  | دوست دختر کورای، دوست دختر سابق بوراک، خواهر ابرو                  |
| غمزه توپوز            | بیتا                  | معلم ریاضی مدرسه، همسر شریف                                        |
| زینب الکان            | امل(ایموجی)           | عاشق تارهان، دوست بچه ها                                           |
| آلیهان آراچی          | ندیم(جونور)           | دوست پسر آسیه، دوست بچه ها                                         |
| ملیس سزن              | آسیه تورن             | دوست دختر ندیم، برای مدتی عاشق کورای، دوست تارهان و کورای          |
| تموز اوگور ییلدیز     | تارهان                | دوست صمیمی کورای و آسیه، عاشق امل                                  |
| الیف دوغان            | زینب                  | دوست دختر اونور، دوست صمیمی گزیده                                  |
| مصطفی مرت کوچ         | اونور                 | دوست پسر زینب، دوست صمیمی بوراک                                    |
| ایلایدا چنگل          | ایهان (کپل)           | دوست بچه ها                                                        |
| ندیم سوری             | اورهان (دقل باز)      | دوست بچه ها                                                        |
| حمدی کاهرامان         | مستحق                 | زیر دست شریف                                                       |
| باریش بوکتل           | صدری                  | زیر دست فلاح                                                       |
| تئومان کومباراجیباشی  | دادستان               | نامزد سابق حیات                                                    |